# Juan de Jesús
Il Servo di Dio, Juan de Jesús Hernández y Delgado (Icod de los Vinos, dicembre 1615 – San Cristóbal de La Laguna, 6 febbraio 1687) è stato un francescano e mistico spagnolo, la cui causa di canonizzazione è stata presentata presso la Santa Sede..

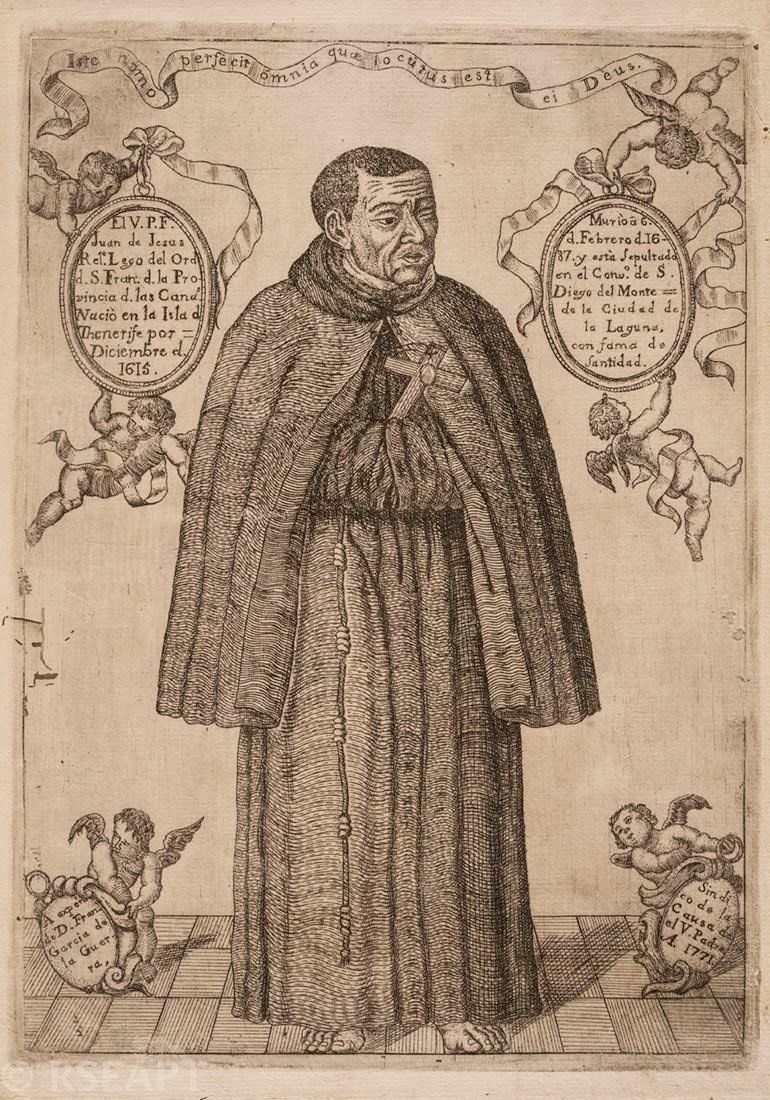
Ritratto del religioso.

Nato a Icod de los Vinos a nord di Tenerife discendeva da un re aborigeno Guanche. All'età di dieci anni lavorò come apprendista bottaio a Garachico. Successivamente imparò a leggere e si trasferì a Puerto de la Cruz, dove cominciò a sperimentare fenomeni mistici, tra cui una levitazione vista da molti residenti della città.
Nel 1646, vestì l'abito francescano e in seguito si trasferì al Convento de San Diego del Monte al di fuori della città di San Cristóbal de La Laguna. Lì incontrò la suora María de León Bello y Delgado, con il quale mantenne una stretta amicizia. Il 6 febbraio 1687, Frate Juan de Jesús morì con grande fama di santità ed attualmente è in corso la procedura per la sua beatificazione.
Recentemente, nel 2010, è nata un'associazione con il suo nome allo scopo di approfondire lo studio delle sue virtù, del suo lavoro e dei suoi prodigi. Da parte sua, nel 2015, ha celebrato il 400º anniversario della sua nascita.